# باتريشيا أوينز
باتريشيا أوينز (بالإنجليزية: Patricia Owens)‏ هي ممثلة كندية وأمريكية، ولدت في 17 يناير 1925 في كندا، وتوفيت في 31 أغسطس 2000 في الولايات المتحدة.

## أعمال

### أفلام
- (1957) سايونارا

## وصلات خارجية
- باتريشيا أوينز على موقع IMDb (الإنجليزية)
- باتريشيا أوينز على موقع الموسوعة البريطانية (الإنجليزية)
- باتريشيا أوينز على موقع ألو سيني (الفرنسية)
- باتريشيا أوينز على موقع ميوزك برينز (الإنجليزية)
- باتريشيا أوينز على موقع تيرنر كلاسيك موفيز (الإنجليزية)
- باتريشيا أوينز على موقع أول موفي (الإنجليزية)
- باتريشيا أوينز على موقع قاعدة بيانات الأفلام السويدية (السويدية)
- باتريشيا أوينز على موقع إن إن دي بي (الإنجليزية)
- باتريشيا أوينز على موقع قاعدة بيانات الفيلم (الإنجليزية)
- باتريشيا أوينز على موقع كينوبويسك (الروسية)